# Eberhard Schaich
Eberhard Schaich (* 25. November 1940 in Stuttgart) ist ein Wirtschaftswissenschaftler und war von 1999 bis 2006 Rektor der Universität Tübingen.

## Leben
Schaich lernte zunächst Industriekaufmann und schloss diese Ausbildung 1960 ab. Anschließend studierte er Wirtschaftswissenschaften an der Universität München und schloss das Studium als Dip. oeconomicus 1964 ab. Es folgte die Dissertation (1967) und die Habilitation (1969) an der Staatswirtschaftlichen Fakultät der Universität München zum Thema „Statistik und Ökonometrie“. 1970 wurde er zum Professor für Statistik an der Universität Regensburg berufen und lehrte gleichzeitig an der Universität Erlangen-Nürnberg und der Universität der Bundeswehr München. 1977 übernahm er den Lehrstuhl für Statistik, Ökonometrie und Unternehmensforschung an der Universität Tübingen und war von 1999 bis 2006 deren Rektor.

## Arbeitsgebiete
Schaich beschäftigte sich mit Stichprobenverfahren, Disparitäts- und Armutsmessung. Schaich lehrte zur Demografie und stochastischen Prozessen in der Wirtschaftswissenschaft.

## Hochschulpolitik
Als Rektor der Universität Tübingen war er ab 1999 über seine beiden Amtszeiten Mitglied der Landesrektorenkonferenz Baden-Württemberg. Ab dem 1. April 2004 bis zum 31. März 2006 war Eberhard Schaich Vorsitzender dieses Gremiums.

## Ehrungen
- 2000: Ehrendoktorwürde (Dr. h. c.) der Universität Lucian Blaga Sibiu (Hermannstadt)
- 2007: Verdienstkreuz am Bande der Bundesrepublik Deutschland

## Schriften (Auswahl)
- Eine Nachfragetheorie ohne Nachfragefunktion, Dissertation Universität München 1967.
- Die Intergenerationenmobilität in Westdeutschland. Eine dynamische Analyse auf der Basis Markovscher Ketten, Hain, Meisenheim a. Glan 1973 (Schriften zur wirtschaftswissenschaftlichen Forschung, Band 61), ISBN 3-445-01012-9 (Habilitationsschrift).
- Mit Alfred Hamerle: Verteilungsfreie statistische Prüfverfahren. Eine anwendungsorientierte Darstellung. Springer, Berlin / Heidelberg 1984, ISBN 3-540-13776-9.
- Schätz- und Testmethoden für Sozialwissenschaftler, Vahlen, München 1977, ISBN 3-8006-0644-5 (3. Auflage 1998).
- Mit Hans Wolfgang Brachinger: Studienbuch Ökonometrie. Springer, Berlin / Heidelberg 1990, ISBN 3-540-52199-2, doi:10.1007/978-3-642-75441-8 (2. Aufl. 1999).
- Mit Walter Schweitzer: Ausgewählte Methoden der Wirtschaftsstatistik. Vahlen, München 1995, ISBN 3-8006-1983-0.
- Mit Ralf T. Münnich: Mathematische Statistik für Ökonomen. Lehrbuch und Arbeitsbuch. Vahlen, München 2001, ISBN 3-8006-2481-8.
- Aus dem Nähkästchen geplaudert. Aktuelle Impressionen aus der württembergischen Landesuniversität (= Schriftenreihe Schwäbische Gesellschaft, H. 44/47). Schwäbische Gesellschaft, Stuttgart 2003.